# Stemma del Granducato di Lituania

Stemma del Granducato di Lituania

Stemma del Granducato di Lituania, noto anche come Pogonia – simbolo del Granducato di Lituania derivato dalla dinastia Giedyminowicz. Uno degli stemmi più antichi d'Europa.
Sebbene gli storici stimino che la creazione effettiva dello stemma sia molto precedente, la prima immagine conosciuta dello stemma risale al 1366. Faceva allora parte del sigillo del Granduca Algirdas.
Lo stemma fu ufficialmente incluso nello stemma della Confederazione polacco-lituana e fu usato come segno personale dei re di Polonia. L'attuale stemma della Lituania, così come numerosi stemmi di città polacche e lo stemma di Podlasie si riferiscono alla sua immagine.
Attualmente il simbolo è considerato parte del patrimonio nazionale di Polonia, Lituania e Bielorussia.

## Struttura
Lo scudo araldico presenta un campo rosso con un cavaliere corazzato su di un cavallo bianco. Impugna una spada d'argento nella mano destra che gli passa sopra la sua testa. Uno scudo d'argento viene tenuto sulla spalla sinistra del cavaliere. Nello scudo appare una croce patriarcale dorata.

## Galleria d'immagini

Sigillo di Aleksandr Nevskij. Lato anteriore, dopo il 1236
Sigillo di Narimunt, principe di Polotsky, 1338
Sigillo di Lugven Olgerdovich, 1395
Cavaliere con sigillo del Granduca lituano Sigismund Keystutović, 1432
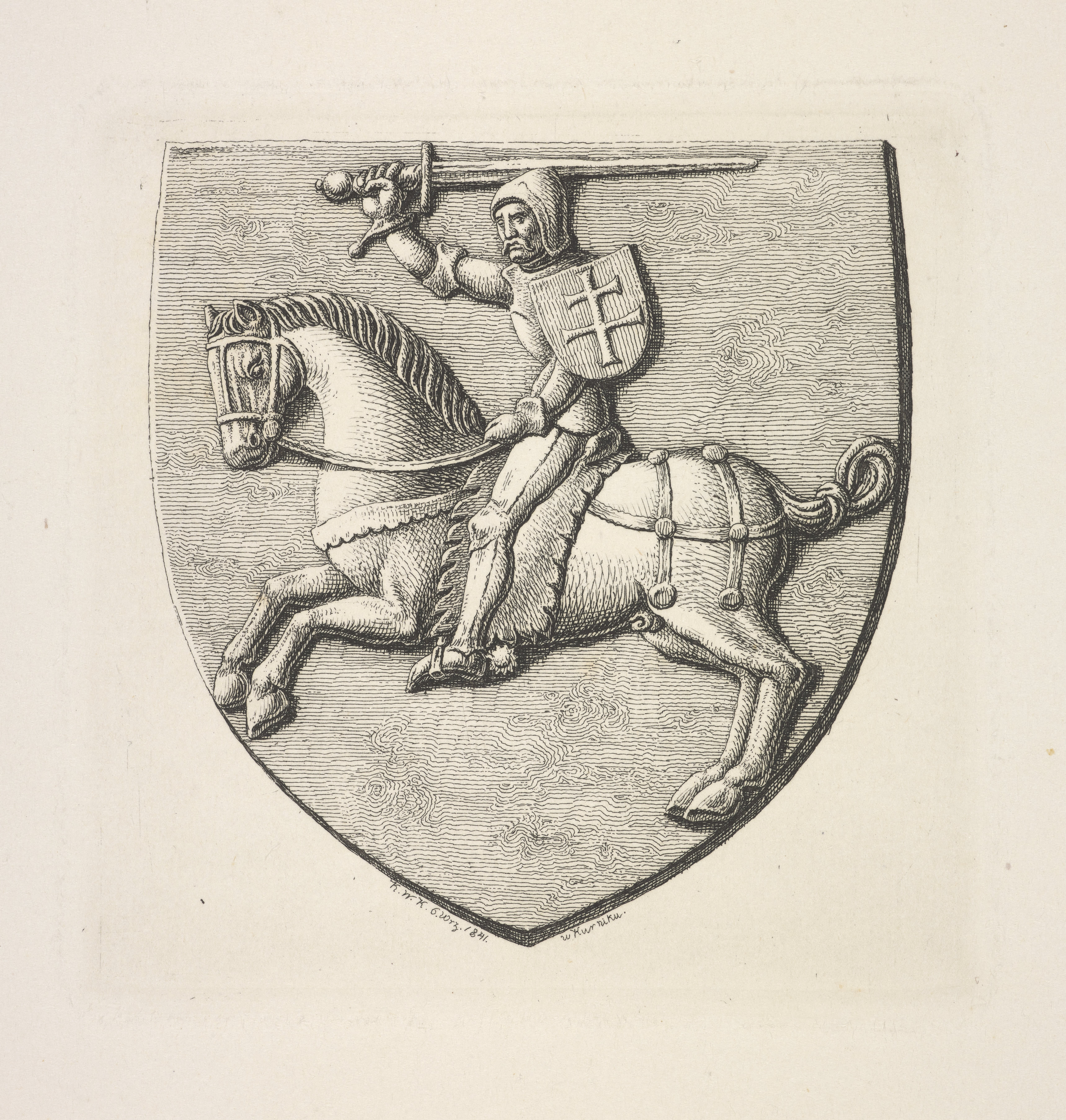
Stemma "Pagonya" dalla lapide di Yagailo, XV secolo
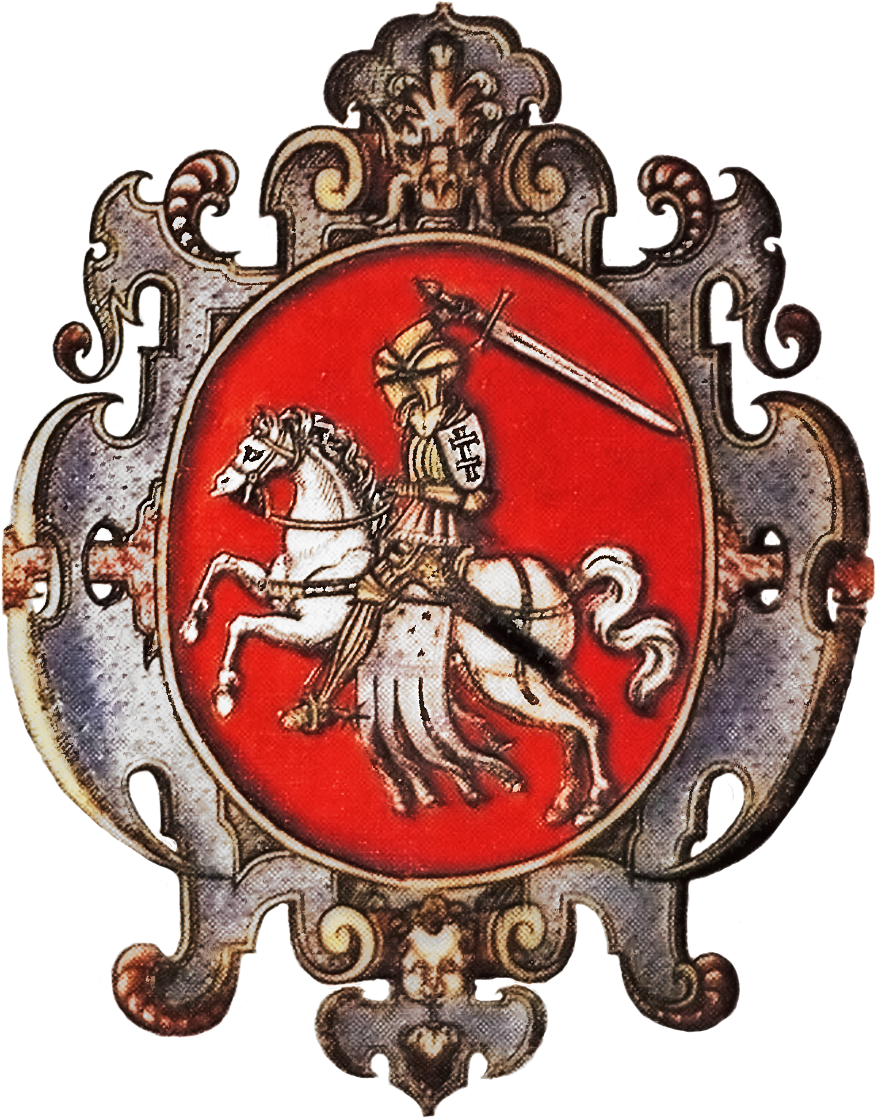
Stemma del Granducato di Lituania, 1575
Stemma del Granducato di Lituania, 1581
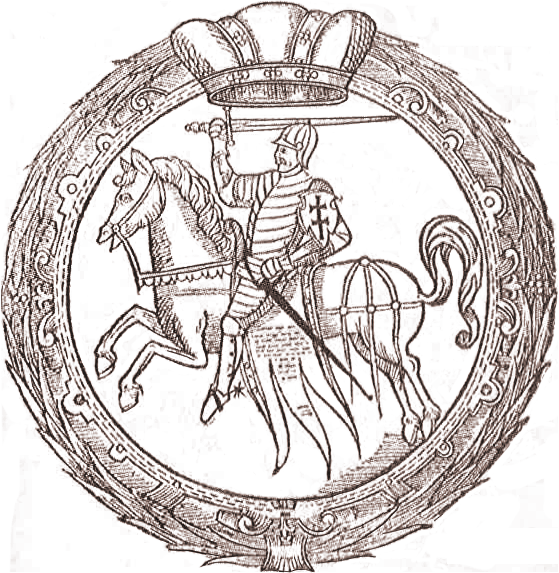
Stemma dello Statuto del Granducato di Lituaniadel, 1588
Stemma di Polack, 1781
Stemma dello Governatorato di Vitebsk, 1856
Stemma dello Governatorato di Vil'na, 1878
Stemma della Repubblica Popolare Bielorussa, 1918
Francobollo della Repubblica Popolare Bielorussa, 1950
Stemma della Lituania, 1940
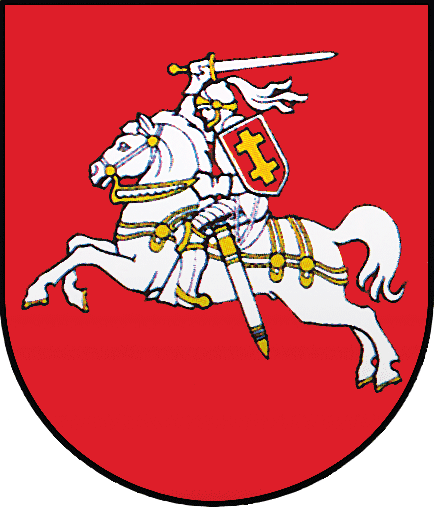
Stemma della Lituania, 1990-1991